# 柳叶蓍
柳叶蓍（学名：Achillea salicifolia）为菊科蓍属下的一个种。